# Lerista frosti
Lerista frosti là một loài thằn lằn trong họ Scincidae. Loài này được Zietz mô tả khoa học đầu tiên năm 1920.